# Picture Perfect
Picture Perfect – piąty album studyjny amerykańskiej grupy muzycznej SOiL

## Lista utworów
1. "Tear It Down" - 3:12
2. "The Lesser Man" - 3:39
3. "Like It Is" - 3:29
4. "Picture Perfect" - 4:04
5. "Surrounded" - 3:36
6. "Wasted" - 3:27
7. "Every Moment" - 3:13
8. "Anymore" - 4:14
9. "Falter" - 3:39
10. "Too Far Away" - 4:29
11. "Calling Out" - 3:38
12. "Temptation" - 3:50
13. "Last Wish" - 3:45
14. "Chosen One" - 3:20

## Twórcy
- AJ Cavalier – śpiew
- Adam Zadel – gitara
- Tim King – gitara basowa
- Tom Schofield – perkusja